# Нетеша
Нетеша — посёлок в Злынковском районе Брянской области, в составе Денисковичского сельского поселения. 
 Расположен в 7 км к юго-западу от Злынки. Население — 5 человек (2025).

## История
Возник в конце XIX века как хутор; до 1929 года входил в Новозыбковский уезд (Денисковичская, с 1923 — Злынковская волость). В 1929—1939 гг. в Новозыбковском районе, затем в Злынковском, при временном упразднении которого (1959—1988) — вновь в Новозыбковском.
До 1954 года в Фёдоровском сельсовете, затем в Петровском, в 1960—1989 гг. — в Денисковичском, в 1989—2005 — в Лысывском сельсовете.
| Годы      | 1897 | 1901 | 1926 | 1979 | 1989 | 2002 | 2010 |
| --------- | ---- | ---- | ---- | ---- | ---- | ---- | ---- |
| Население | 3    | 120  | 282  | 45   | 28   | 13   | 9    |

## Известные люди
В Нетеше родился Герой Социалистического Труда В. Ф. Исаченко.